# Türkenschanze (Eisenkappel)
Die Türkenschanze ist die Ruine einer Befestigungsanlage im Kärntner Vellachtal, unmittelbar unterhalb von Eisenkappel. Sie wurde im 15. Jahrhundert als Talsperre zum Schutz Eisenkappels und des Seebergsattels nach Norden gegen Türkeneinfälle errichtet.
Talauswärts von Eisenkappel findet man links und rechts der Vellach in den Talseiten die Reste zweier Bastionen (weshalb bisweilen auch im Plural von Türkenschanzen die Rede ist). Zwischen ihnen war das Tal durch eine Befestigungsmauer versperrt.
Die linke Bastion ist für Kletterer durch den Türkenkopf-Klettersteig erschlossen.